# سیارک ۱۸۸۱۲
سیارک ۱۸۸۱۲ (به انگلیسی: 18812 Aliadler، نامگذاری:1999KT13) هجده هزار و هشتصد و دوازدهمین سیارک کشف شده‌است که در ۱۸ مه ۱۹۹۹ کشف شد.
قدر مطلق سیارک برابر ۱۸.۶ است.